# Japanischsprachige Wikipedia

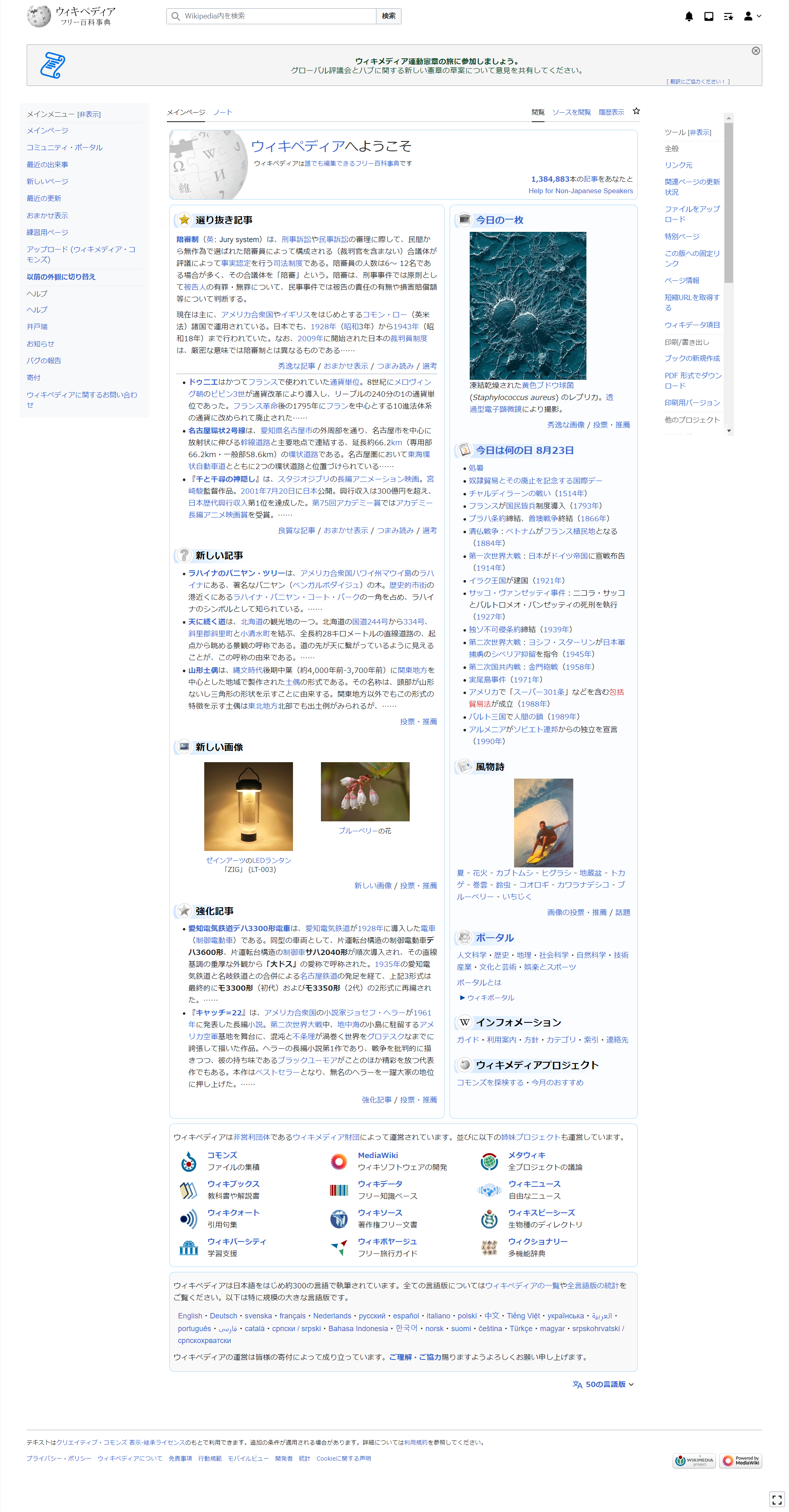
Hauptseite der japanischsprachigen Wikipedia vom 1. Juni 2014

Die japanischsprachige Wikipedia (jap. ウィキペディア日本語版, Wikipedia Nihongo-ban) ist die japanische Variante des internationalen Wikipedia-Projektes. Es ist die viertgrößte Wikipedia hinter der Cebuano-, der Wáray-Wáray- und der vietnamesischsprachigen Wikipedia in einer nichteuropäischen Sprache (Stand: Juni 2018).

## Geschichte
Die japanischsprachige Wikipedia wurde im September 2002 eingerichtet.
Die japanische Sprachversion hatte im April 2006 200.000 Artikel und im Juni 2008 500.000 Artikel. Im September 2020 hat sie über 1.228.888 Artikel und 1.692.011 angemeldete Mitarbeiter, von denen 14.892 aktiv sind. 41 Mitarbeiter haben den Admin-Status.

### Maskottchen
Wikipe-tan (うぃきぺたん) ist eine Mangafigur und das Maskottchen der japanischen Version der Enzyklopädie Wikipedia und wurde am 8. Januar 2006 durch den Zeichner Kasuga auf dem japanischen Imageboard 2channel hochgeladen. Sie besitzt blaues, schulterlanges Haar, hat blaue Augen und trägt eine Dienstmädchen-Schürze. In ihren Haaren befinden sich zwei Puzzleteile und auf ihrer Brust ein weiteres. Die Puzzleteile sind an das Logo von Wikipedia angelehnt. Wikipe-tan ist in zahlreichen Medien erschienen, so etwa in der Dresdner Neueste Nachrichten vom 15. Juni 2007. Sie ist unter der freien Lizenz Creative Commons Attribution-ShareAlike 3.0 verfügbar.

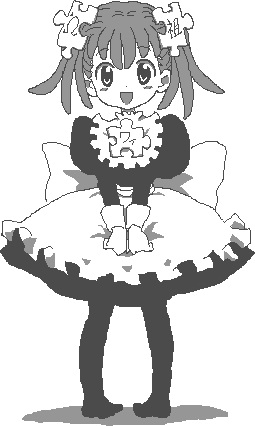
Original-Artwork von Wikipe-tan
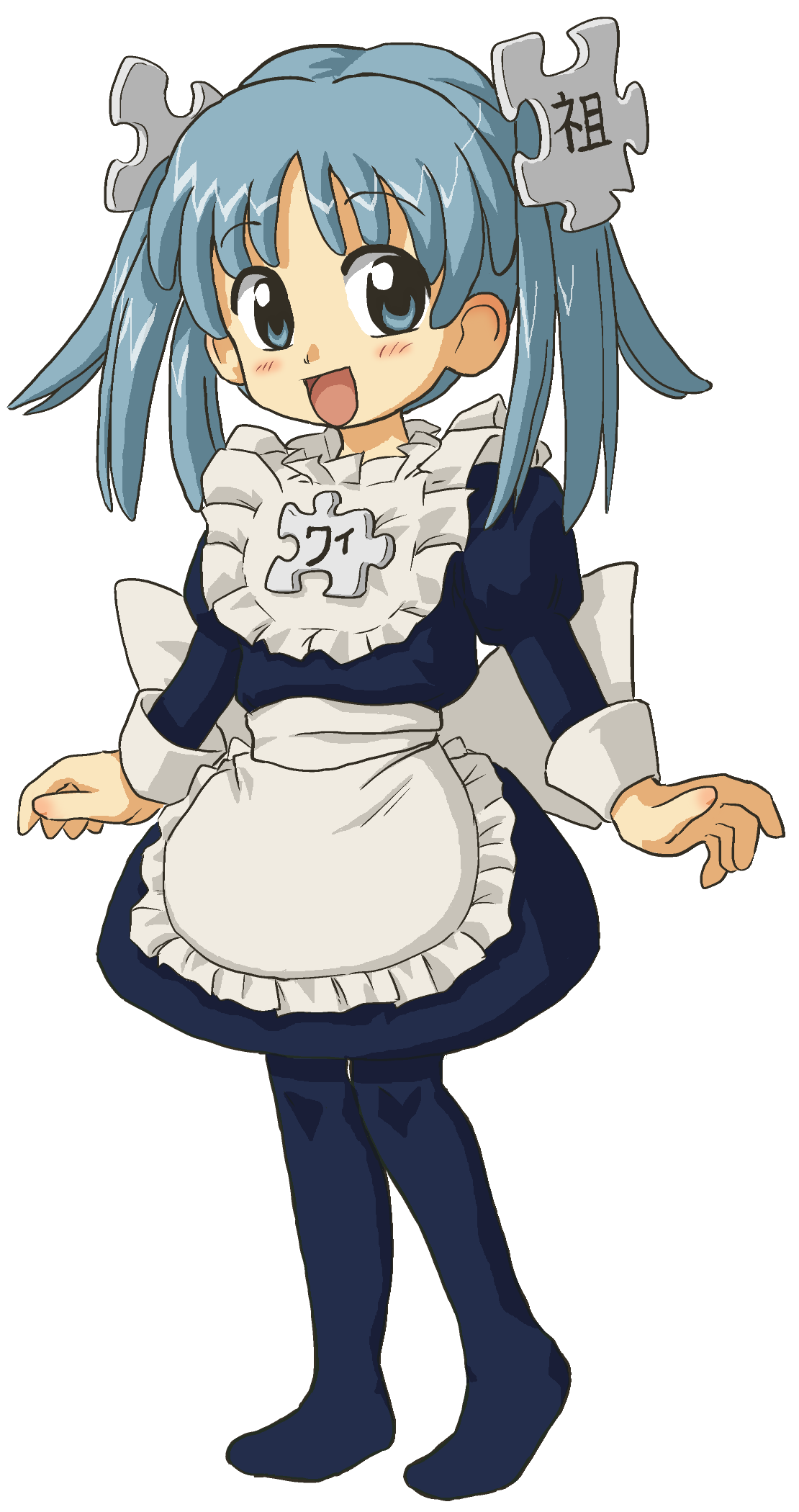
Wikipe-tan in Farbe

## Wikimedia
Betreiber der japanischsprachigen Wikipedia und aller anderen Sprachversionen der freien Internet-Enzyklopädie ist die Wikimedia Foundation in San Francisco, USA.

## Auszeichnungen
2004 wurde die japanischsprachige Wikipedia mit dem „2004 Web Creation Award Web-Person Special Prize“ des „Japanischen Verbands der Werbetreibenden“ (Japan Advertisers Association) ausgezeichnet.

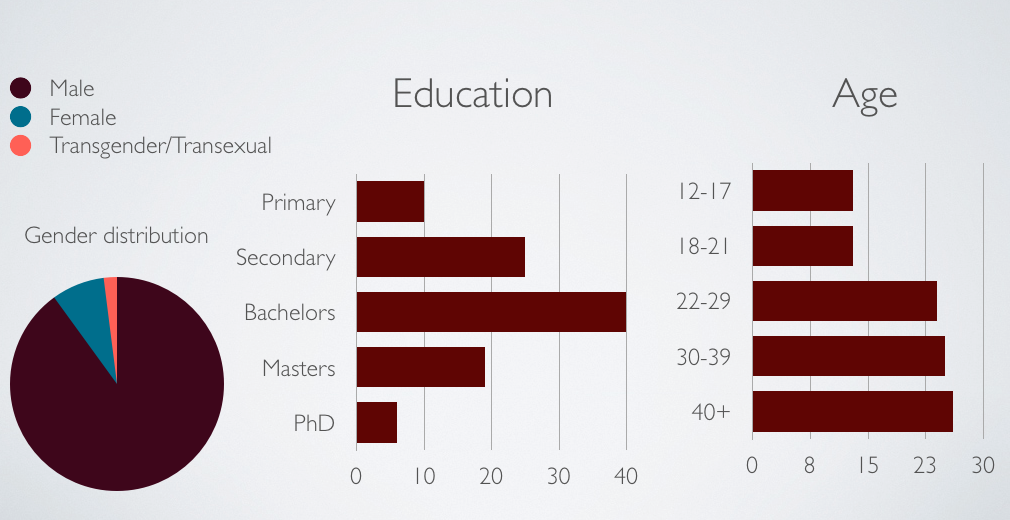
Japanischsprachige Benutzer, Wikipedia-Benutzerumfrage 2011
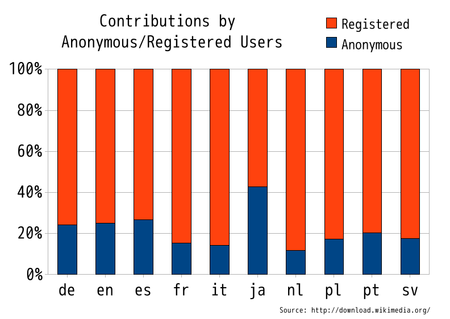
Vergleich von registrierten Benutzern und anonymen/IP-Benutzern in verschiedenen Wikipedia-Sprachversionen
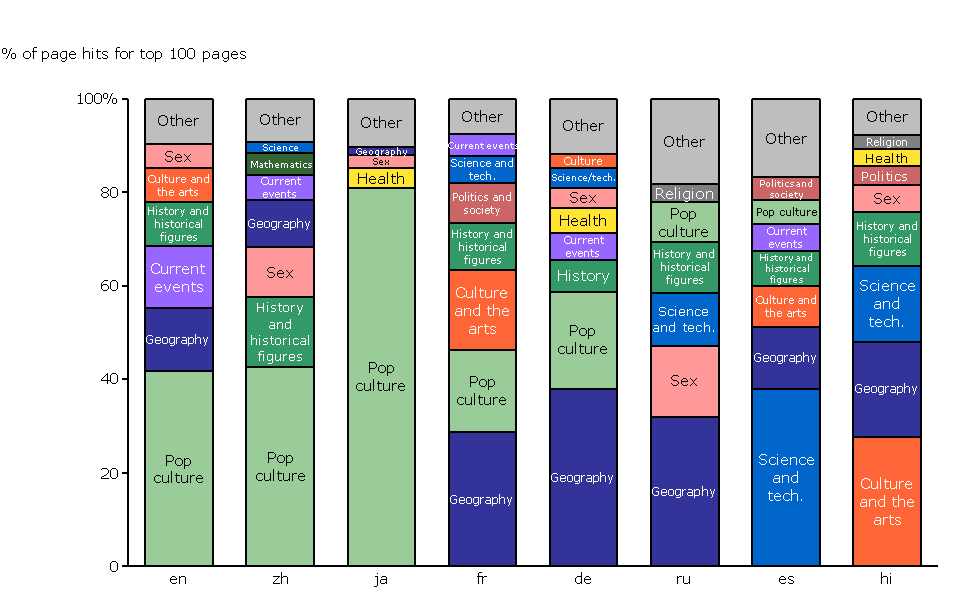
In der japanischsprachigen Wikipedia zeigt sich ein Schwerpunkt im Themenbereich Populärkultur.